# Élections législatives cambodgiennes de 1981
Des élections législatives ont eu lieu le 1er mai 1981 en république populaire du Kampuchéa.

## Résultats
Le Parti révolutionnaire du peuple khmer, seul parti en lice rafle sans surprise les 117 sièges en jeu.
|                          |                                       |           |       |        |     |
| Parti                    | Parti                                 | Voix      | %     | Sièges | +/- |
|                          | Parti révolutionnaire du peuple khmer | 3 209 377 |       | 117    | Nv. |
|                          |                                       |           |       |        |     |
| Total                    | Total                                 |           |       | 117    | 133 |
| Inscrits / participation | Inscrits / participation              | 3 280 565 | 97,83 |        |     |

L’assemblée élue se choisit Chea Sim comme président et approuve le 27 juin une constitution qui sera promulguée le 9 juillet et, comme pour la plupart des démocraties populaires, qualifie le pays comme un État démocratique sur la voie du socialisme et assigne au Parti révolutionnaire du peuple khmer le soin de diriger « l’ensemble des tâches révolutionnaires de la République du Kampuchéa ».
Deux organes exécutifs sont également créés, à savoir le Conseil d'État, dont le président est Heng Samrin qui demeure ainsi chef de l'État) et le Conseil des ministres, dont Pen Sovan prend la présidence.